# Cuộc đàn áp của quân đội Thái Lan năm 2010
Vào ngày 10 tháng 4 và từ ngày 13 đến 19 tháng 5 năm 2010, quân đội Thái Lan đã đàn áp các cuộc biểu tình của Tổng liên đoàn dân chủ chống độc tài (UDD) tại trung tâm Bangkok, thủ đô của Thái Lan. Cuộc đàn áp này là kết quả của hàng tháng biểu tình đòi chính phủ do Đảng Dân chủ dẫn đầu là Abhisit Vejjajiva giải tán quốc hội và tổ chức bầu cử.Những cuộc đàn áp đã diễn ra tại các khu vực biểu tình gần cầu Phan Fa Lilat và ngã tư Ratchaprasong. Hơn 85 người đã thiệt mạng, trong đó có hơn 80 dân thường theo trung tâm Erawan EMS. Hai người nước ngoài và hai nhân viên cấp cứu đã thiệt mạng. Hơn 2.000 người bị thương, số lượng bị bắt giữ không được tiết lộ, và 51 người biểu tình vẫn đang mất tích tính đến ngày 8 tháng 6. Báo chí Thái Lan đặt tên cho những cuộc đàn áp này là "Tháng Tư Đau Thương".(tiếng Thái: เมษาโหด, RTGS: mesa hot) và "Tháng Năm Hoang Dã"(tiếng Thái: พฤษภาอำมหิต, RTGS: phritpha ammahit).Sau cuộc biểu tình, các nhà lãnh đạo của Đảng đã đầu hàng vào cuối đợt truy quét ngày 19 tháng 5, theo sau đó là hàng chục vụ tấn công bằng xăng đổ, tràn lan khắp đất nước, bao gồm cả tại Trung tâm thương mại CentralWorld. Hai người bị buộc tội phóng hỏa đã được tuyên bố vô tội sau đó ở cả hai tòa án.
Ngày 10 tháng 4, quân đội đã tiến hành một cuộc trấn áp không thành công đối với những người biểu tình tại Cầu Phan Fa trên đại lộ Ratchadamnoen, dẫn đến 25 người chết (bao gồm một nhà báo người Nhật và năm người lính) và hơn 800 người bị thương. Quân đội đã nổ súng vào những người biểu tình gần Cầu Makkhawan Rangsan vào buổi chiều. Sau đó vào tối cùng ngày, súng tự động, chất nổ và hơi cay đã được sử dụng trong các cuộc đụng độ tại đường Khao San và ngã tư Khok Wua. Trung tâm Erawan cho biết trong số những người chết có những người lính giả trang thành người biểu tình. Quân đội tuyên bố chỉ sử dụng đạn thật để tự vệ, và cho rằng sự chết của những người lính là do các tay súng khủng bố. Trong khi cuộc trấn áp tháng 4 không thành công, các nhà lãnh đạo biểu tình tại Phan Fa cuối cùng đã quyết định di chuyển khỏi địa điểm đó và tham gia vào nhóm biểu tình chính tại Ratchaprasong, vì lý do an toàn.
Ratchaprasong đã bị bao vây bởi các xe tăng và xạ thủ trong ngày 13 tháng 5. Vào tối ngày 13 tháng 5, Khattiya Sawasdiphol ("Seh Daeng"), một cố vấn an ninh nổi tiếng của người biểu tình, đã bị bắn vào đầu bởi viên xạ thủ khi ông đang phỏng vấn cho The New York Times. Tình trạng khẩn cấp đã được áp đặt ở Bangkok, và đã được mở rộng sang 17 tỉnh thành, trong khi quân đội ra lệnh siết chặt an ninh, dẫn đến 41 vụ tử vong thêm (bao gồm một nhà báo người Ý) và hơn 250 người bị thương vào lúc 8 giờ 30 phút ngày 18 tháng 5. Một binh sĩ đã thiệt mạng do bị bắn nhầm. Quân đội cho rằng tất cả các dân thường bị giết là  do bị bắn bởi các tay khủng bố, và một số dân thường bị bắn bởi các tay khủng bố giả làm quân đội. Quân đội tuyên bố khu vực là "vùng bắn thật", và các nhân viên y tế bị cấm nhập vào. Vào ngày 16 tháng 5, các nhà lãnh đạo UDD cho biết họ sẵn sàng cho cuộc đàm phán miễn là quân đội rút lui, nhưng chính phủ đòi hỏi người biểu tình giải tán một cách vô điều kiện. Chính phủ từ chối lời kêu gọi ngừng bắn và đàm phán do Thượng viện đề xuất.Ngày 17 tháng 5, Tổ chức Amnesty International kêu gọi quân đội ngừng sử dụng đạn thật. Xe bọc thép dẫn đầu cuộc tấn công cuối cùng vào Ratchaprasong vào sáng sớm ngày 19 tháng 5, giết chết ít nhất năm người. Có tin cho rằng các binh sĩ đã bắn vào nhân viên y tế đi cứu người bị  thương. Đến 1:30 chiều, các lãnh đạo của UDD đầu hàng cảnh sát và bảo người biểu tình giải tán. Nhiều vụ cháy phát ra trên toàn quốc. Lệnh giới nghiêm đã được ban hành và quân đội được ủy quyền bắn vào bất kỳ ai kích động.

## Bối Cảnh
Ở Thái Lan, một loạt các cuộc biểu tình chính trị chống lại chính phủ được lãnh đạo bởi Đảng Dân chủ đã diễn ra từ tháng 3 đến tháng 5 năm 2010 là kết quả của một cuộc khủng hoảng chính trị đang diễn ra. Sự bức xúc chống lại chính phủ Thủ tướng Thái Lan Abhisit Vejjajiva đã tăng cao trong suốt năm 2009, do các thủ đoạn pháp lý và quân sự gây tranh cãi dẫn đến việc thành lập chính phủ. Vào tháng 2 năm 2010, Abhisit đã siết chặt an ninh trước kỳ vọng của một phán quyết của Tòa án Tối cao gây tranh cãi về cựu Thủ tướng Thaksin Shinawatra. Khi phán quyết ngày 26 tháng 2 xác nhận các cáo buộc hối lộ, các cuộc biểu tình bị giới hạn, nhưng UDD thông báo rằng họ sẽ tổ chức một cuộc biểu tình vào ngày 14 tháng 3 và kêu gọi tổ chức bầu cử mới. Abhisit càng siết chặt an ninh trước cuộc biểu tình. Các phương tiện truyền thông bị kiểm duyệt, các đài phát thanh và truyền hình ủng hộ cho người biểu tình bị đóng cửa.

## Mốc thời gian

### 10 Tháng Tư
Cuộc đàn áp đối với người biểu tình vào ngày 10 tháng 4 diễn ra dọc theo đoạn đường Ratchadamnoen, từ Cầu Phan Fa Lilat về hướng tượng đài Dân chủ, cùng với khu vực xung quanh. Lực lượng quân đội đã thả bom gas và bắn đạn thật vào người biểu tình từ trên máy bay trực thăng. Các cuộc xung đột đã gây ra 19 người dân thiệt mạng từ buổi chiều đến khuya, chủ yếu tập trung tại giao lộ Khok Wua và đường Dinso phía bắc của tượng đài Dân chủ. Vào khuya, khoảng 8:30 tối, một nhóm người có vũ trang mặc đồ màu đen đã xuất hiện tại Khok Wua, tấn công lực lượng quân đội bằng súng và chất nổ. 5 lính đã thiệt mạng do một vụ nổ trong các cuộc xung đột này.
Sau khi thất bại trong việc giành lại khu vực, quân đội đã rút lui khỏi khu vực đó. Một người dân thường, một nhân viên công viên thú bị nhầm là người biểu tình, sau đó đã bị bắn tại Công viên Đoàn Văn hóa Dusit gần đó. Mặc dù đã thành công trong việc giữ vững địa điểm, các nhà lãnh đạo biểu tình tại Phan Fa sau đó quyết định kết thúc biểu tình tại địa điểm đó vào ngày 14 tháng 4. Người biểu tình sau đó đã di chuyển để gặp nhóm chính, đã chiếm giữ khu mua sắm xung quanh giao lộ Ratchaprasong.